# Aloeides bamptoni
Bampton's Copper (Aloeides bamptoni) là một loài bướm thuộc họ Lycaenidae. Loài này có ở Nam Phi, nơi nó xuất hiện ở North Cape.
Sải cánh từ 20–24 mm đối với con đực và 22–26 mm đối với con cái. Cá thể trưởng thành mọc cánh từ tháng 8 tới tháng 12 và in cuối hè (từ tháng 3 tới tháng 4) và có thể có thế hệ thứ hai. Thường có một thế hệ mỗi năm.